# Telefonanlage

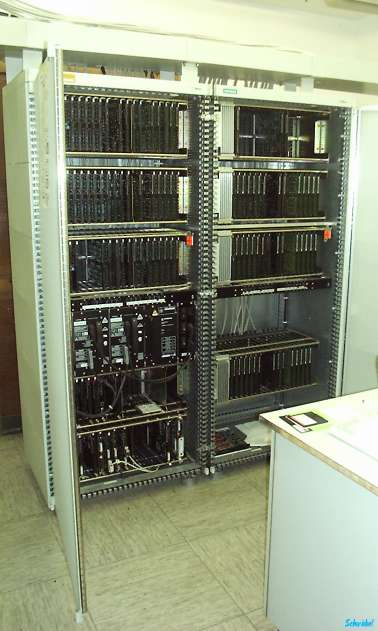
Große Telefonanlage für etwa 1200 Teilnehmer (Typ Hicom 300 von Siemens)

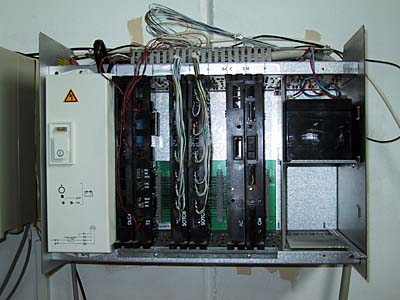
Kleine digitalisierte Telefonanlage für etwa 40 Teilnehmer (Typ 4200E von Alcatel-Lucent)

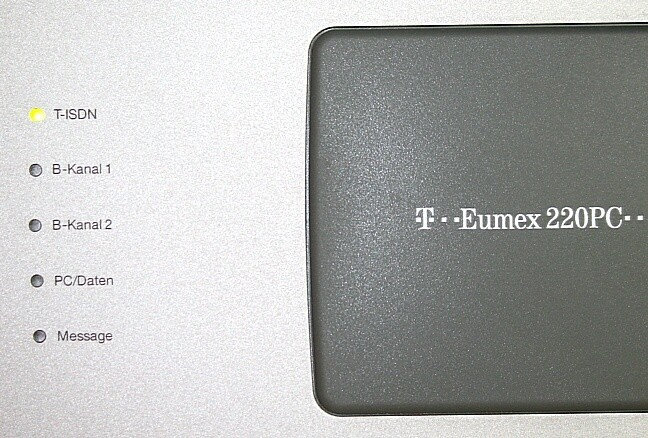
Kleinst-Telefonanlage für 2 Teilnehmer (Typ Eumex 220PC der Deutschen Telekom)

Eine Telefonanlage, Nebenstellenanlage (kurz NstAnl) oder Teilnehmervermittlungsanlage (TVA) ist eine Vermittlungseinrichtung, die mehrere Endgeräte wie zum Beispiel Telefon, Fax, Anrufbeantworter sowohl untereinander als auch mit einer oder mehreren Leitungen des öffentlichen Telefonnetzes verbindet. An Telefonanlagen angeschlossene Endgeräte werden auch als Nebenstellen bezeichnet. Telefonanlagen gestatten interne Verbindungen zwischen diesen Nebenstellen und externe Verbindungen zu anderen Teilnehmern (Amtsgespräche bzw. Amtsverbindungen).

## Geschichte
Bei den frühen Telefonanlagen der 1930er Jahre wurden die internen und externen Verbindungen noch manuell mit sogenannten Stöpseln hergestellt. Dabei wurden die Verbindungen manuell durch Telefonisten hergestellt. Das Vermittlungspersonal saß vor Klappenschränken oder Glühlampenschränken.
Lange Zeit waren (und sind z. T. noch heute) beim Betrieb großer Telefonanlagen in Betrieben, Behörden und öffentlichen Einrichtungen Telefonisten tätig, deren Aufgaben später vor allem an der Schnittstelle zwischen internen und externen Verbindungen lag. Sie nahmen an Abfrageplätzen externe Anrufe entgegen und vermittelten diese an die gewünschte Nebenstelle, stellten für halbamts- und nicht vollamtsberechtigte Nebenstellen – meistens bei gleichzeitiger Prüfung der Berechtigung des Teilnehmers – Amtsverbindungen her und fungierten in begrenztem Maße als Auskunftsplatz.
Heute beschränkt sich die Aufgabe der Telefonisten auf das Vermitteln von Anrufern, die die Durchwahl nicht kennen.
Bis in die späten 1970er Jahre waren Telefonanlagen mechanisch in offener Gestellbauweise, danach auch in Metallschränken aufgebaut. Sie bestanden im Wesentlichen aus Drehwählern und Hebdrehwählern, welche verschiedene Aufgaben hatten (Anrufsucher, Gruppenwählern, Leitungswählern) sowie Teilnehmerschaltungen, Amtsübertragungen und einem Vermittlungsplatz. Eine besondere Art Telefonanlage waren die Reihenanlagen, die über keine selbsttätige Vermittlungseinrichtungen verfügten.
Für relativ kurze Zeit wurden Koordinatenschalter-Systeme wie die MSN 70 verwendet, die sich jedoch lediglich in der DDR für kleine Anlagengrößen durchsetzten. In der BRD und anderen westlichen Ländern wurden Koppelfelder sehr schnell mit ESK-Relais gebaut, welche je nach System schon mehr oder weniger elektronisch angesteuert wurden.
Diese wurden in den 1980er Jahren durch volldigitalisierte Anlagen abgelöst, deren grundsätzlicher Funktionsbestandteil ein Koppelfeld war und dessen Ein- und Ausgangsleitungen durch ein Steuerwerk geschaltet wurden. Die Familientelefonanlage war eine Telekommunikationslösung, die in den 1980er Jahren von der Deutschen Bundespost für Privathaushalte angeboten wurde.
Ab dem Jahr 2000 kamen immer mehr voll IP-basierte Lösungen zum Einsatz, und damit die Abkehr von Leitungsvermittlung hin zu reiner Paketvermittlung der digitalisierten Sprachdaten.
Moderne computerbasierende Telefonanlagen, die auch auf Basis von Asterisk arbeiten können, ersetzen in zunehmendem Maße die klassische ISDN-Telefonanlage in Unternehmen. Vor allem kleine und mittelständische Unternehmen profitieren von diesen virtuellen Telefonanlagen, denn mit Hilfe von webbasierten Kommunikationslösungen lässt sich auch die Integration von Mobilgeräten oder Instant-Messaging in die Unternehmenskommunikation realisieren. Zudem sind virtuelle Telefonanlagen deutlich flexibler als stationäre Systeme und lassen sich aufgrund der ausgelagerten Serverkapazitäten um beliebig viele Mitarbeiter erweitern.
Während die großen Anbieter wie Deutsche Telekom und Vodafone das Geschäft mit den virtuellen Telefonanlagen erst spät für sich entdeckt haben, waren vor allem kleine Unternehmen wie Sipgate maßgeblich an der Marktentwicklung in Deutschland beteiligt.

## Funktionen

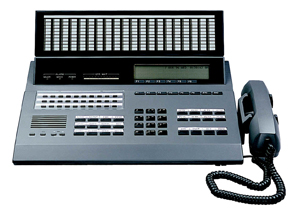
Abfrageplatz einer Telefonanlage

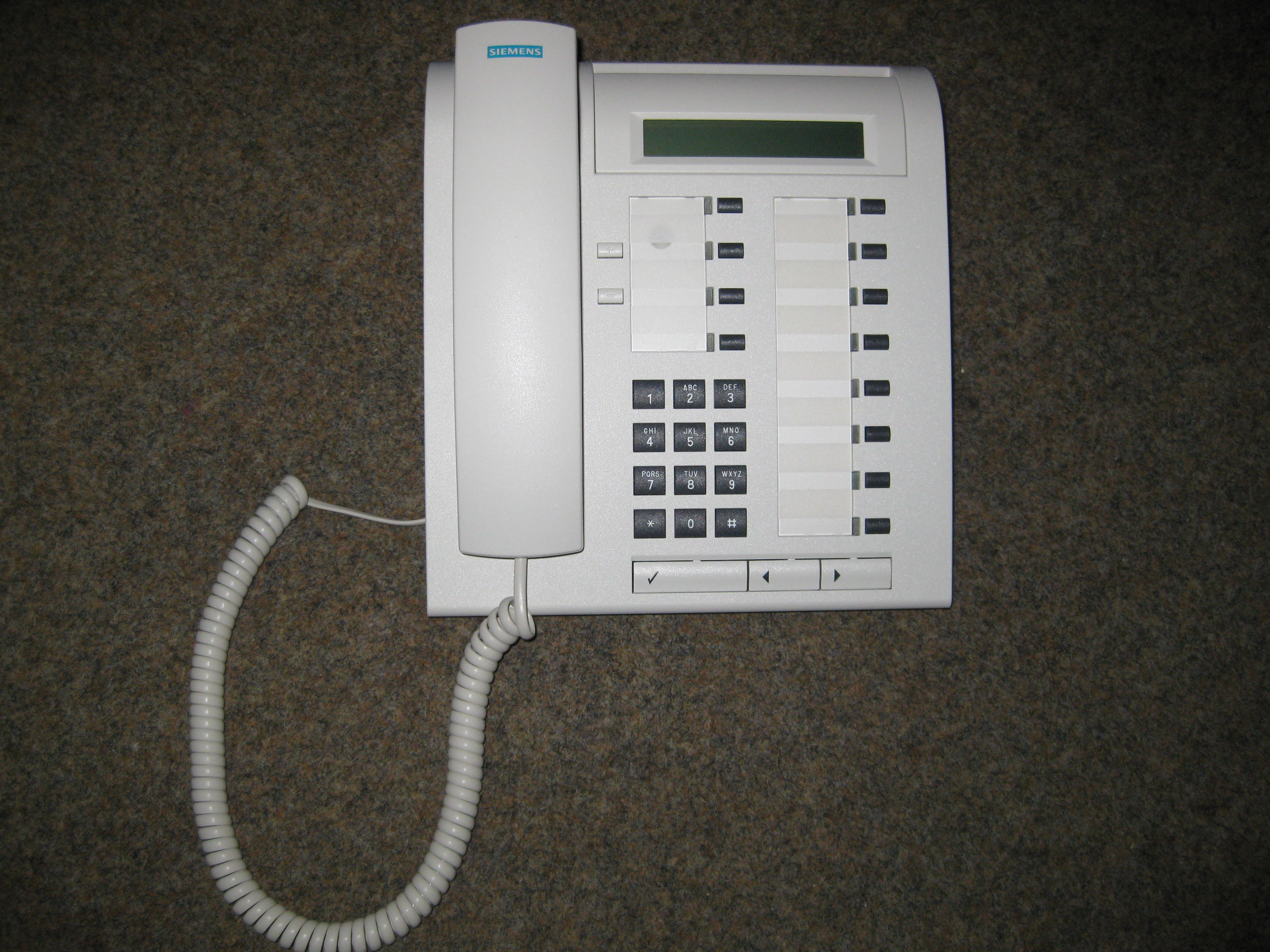
Digitales System-Endgerät mit universell belegbaren Funktionstasten (Zweidraht-Anbindung) Siemens (Typ optiset E Advance Plus)

Die Vorteile einer Telefonanlage sind die kostenlosen internen Gespräche zwischen den angeschlossenen Endgeräten sowie die bessere Ausnutzung von kostenpflichtigen Amtsanschlüssen, da nicht jedes Endgerät eine eigene Teilnehmeranschlussleitung besitzen muss. Weitere Vorteile sind die zusätzlichen eigenen Leistungsmerkmale wie beispielsweise das Weiterverbinden von Telefongesprächen, Makeln, Rufumleitung oder die Röchelschaltung. Häufig gibt es einen so genannten Abfrageplatz, an dem ein zentraler Anruf angenommen und an die entsprechenden Personen weitervermittelt wird.
Neben der automatischen Vermittlung enthält eine Telefonanlage für analoge Anschlüsse einen Rufstromgenerator, der die Rufspannung erzeugt, sowie Tongeneratoren, die die Signaltöne wie das Frei- oder auch das Besetztzeichen für den Anrufenden erzeugen. Die Rufspannung beträgt meist ca. 48 bis 60 Volt bei 50 Hertz (welche der Einfachheit halber mit einer separaten Transformatorwicklung direkt aus der Netzwechselspannung erzeugt wird).
Eine Telefonanlage liefert oft Daten für die Verrechnung von Telefonaten. Dazu protokolliert sie in der Regel die Zeiten und Rufnummern abgehender und ankommender Telefonate. Meist kontrolliert sie auch, welche Gespräche von einzelnen Nebenstellen aus geführt werden dürfen und inwieweit Nebenstellen von außen erreichbar sind.
Die Umschaltung zwischen Innenverbindungssatz (für interne Gespräche) und dem Amtssatz (für externe Gespräche, so genannte Amtsgespräche) geht mit der Belegung einer Amtsleitung einher, die auch als Amtsholung bezeichnet wird. Die Amtsholung erfolgt üblicherweise über eine oder mehrere Verkehrsausscheidungsziffern, die sogenannten Amtskennziffern. In Deutschland und auch in anderen Ländern ist das üblicherweise die „0“. Vereinzelt – vor allem bei kleineren Telefonanlagen – wurde die Amtsholung auch durch das Drücken der Erdtaste realisiert. Diese dienten, wie auch alle anderen Varianten von Rückfragetasten, auch dem Umschalten zwischen Innenverbindungssatz und Amtssatz bei Rückfragen und der internen Vermittlung von Gesprächen.
Telefonanlagen gestatten in der Regel die Vergabe von verschiedenen Berechtigungen für das Führen von (meist kostenpflichtigen) Amtsgesprächen. Gängig sind die Kategorien:
- „nicht amtsberechtigt“: Nebenstelle darf keine Amtsgespräche führen oder entgegennehmen, auf sie können auch keine Amtsgespräche vermittelt werden, bei der Wahl der „0“ kommt gleich Besetzt
- „halbamtsberechtigt“: Nebenstelle darf selbsttätig keine Amtsgespräche führen, kann jedoch von extern angerufen werden bzw. auf sie können auch Amtsgespräche vermittelt werden (Amtsgespäche werden durch den Abfrageplatz fallweise freigegeben)
- „ortsberechtigt“: Nebenstelle darf eine „0“ als Amtskennziffer wählen, kann danach aber nur Ortsgespräche führen (die Wahl weiterer Verkehrsausscheidungsziffern wird unterbunden)
- „vollamtsberechtigt“: Keine Einschränkungen (häufig mit der Unterscheidung national und international)
- „querverbindungsberechtigt“: Nebenstelle darf keine regulären Amtsgespräche führen, kann aber Gespräche zu eigenen externen Netzpartnern wie z. B. externen Filialen führen.

Bei modernen computerbasierenden Telefonanlagen können derlei Rechte noch deutlich mehr und differenzierter an die einzelnen Teilnehmeranschlüsse vergeben werden.
Eine weitere Möglichkeit, eine Telefonanlage zu nutzen, ist die Apothekerschaltung.

## Technik

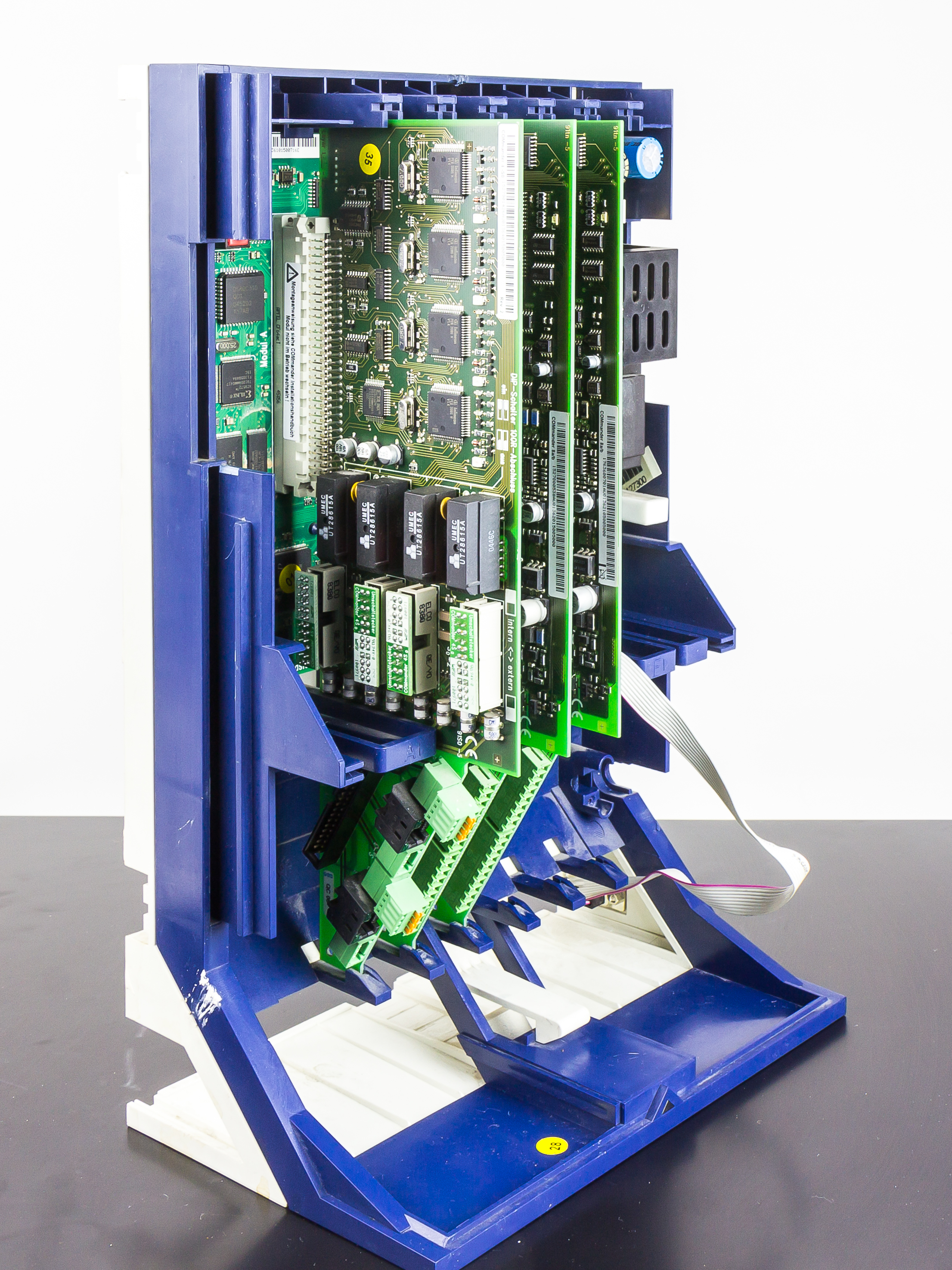
Geöffnete Telefonanlage von Auerswald, ausgerüstet für 4 ISDN-Geräte und 16 analoge Geräte

Der Anschluss einer Telefonanlage an das öffentliche Telefonnetz erfolgt über klassische analoge Telefonanschlüsse (POTS) und/oder über ISDN, auch Mobilfunkanbindungen über Gateways sind heute Standard.
Für die Endgeräte besitzt eine Telefonanlage digitale und/oder analoge Anschlussmöglichkeiten, sogenannte Ports. Endgeräte können, je nach Telefonanlagentyp, kabelgebunden oder drahtlos (Mobile-Extension) – dann meist nach dem DECT-Standard – angeschlossen werden.
Bei digitalen Endgeräten (ISDN-Telefon, ISDN-Karte, systemspezifisches Telefon) wird zum Anschluss ein S0-Bus (vieradrig) oder eine systemspezifische Schnittstelle wie die zweiadrigen Schnittstellen Up0 und UpN verwendet.
In der Regel sind die Endgeräte und die Telefonanlage räumlich getrennt und deshalb über geeignete Installationskabel (zum Beispiel Telefonkabel, Twisted-Pair-Kabel) oder über Funkverteilnetze (zum Beispiel DECT) miteinander verbunden. Bei der Verbindung über Kabel kommen meistens Verteiler mit Anschlussklemmen zum Einsatz oder die Anschaltung erfolgt über eine strukturierte Verkabelung.
Mehrere Telefonanlagen können miteinander vernetzt werden und ein Corporate Network bilden. Die Vernetzung erfolgt dabei in der Regel mittels einer (auch virtuellen) Standleitung. Wählleitungen oder Richtfunk sind ebenfalls möglich, werden jedoch seltener eingesetzt. Zur Steuerung des Verbindungsauf- und -abbaus und der Übermittlung der Nutzsignale werden bei Telefonanlagen des gleichen Herstellers meistens systemspezifische Kommunikationsprotokolle eingesetzt. Zur Vernetzung von Telefonanlagen unterschiedlicher Hersteller muss ein Protokoll eingesetzt werden, welches beide Anlagen beherrschen. Dabei kommt in der Regel das standardisierte QSIG-Protokoll (Signalisierung am Q-Referenzpunkt) zum Einsatz, das von nahezu allen Herstellern unterstützt wird. Einige Hersteller bieten jedoch auch proprietäre Protokolle an, um erweiterte anlagenspezifische Funktionen abbilden zu können, beispielsweise CorNet von Siemens, ABC-F von Alcatel-Lucent oder das herstellerübergreifende DPNSS.
In den vergangenen Jahren haben auch Telefonanlagen mit LAN-Anschluss sowohl für die Nutzung von IP-Telefonie als anlageninterne Endgeräte als auch zur Vernetzung von mehreren Nebenstellenanlagen über das Internet an Popularität gewonnen.

## Technologietrends
Die Verbreitung IP-basierter Kommunikationsnetze ermöglicht die Konvergenz von Informations- und Telekommunikations-Technologie (IT und TK). In diesem Zusammenhang entwickeln sich Telefonanlagen zunehmend mehr in Richtung rein softwarebasierter Systeme, die auf bereits standardisierten oder kommerziell erhältlichen IT-Komponenten aufbauen.
Solche Lösungen unterscheiden sich von klassischen proprietären Lösungen beispielsweise dadurch, dass sie offener und kompatibler hinsichtlich Komponenten wie Servern, Betriebssystemen, Protokollen und Telefonendgeräten sind.
Konkret bedeutet das z. B., dass eine moderne Telefonanlagen-Software auf handelsüblichen Servern laufen kann, auf denen Linux oder Windows-Server als Betriebssystem genutzt wird. Intern, zu den Telefongeräten und zum Amtsanschluss hin, kommunizieren solche Systeme dann beispielsweise per VoIP (SIP-Protokoll), so dass dann auch handelsübliche SIP-Telefone angeschlossen werden können. Will man z. B. amtsseitig per ISDN (Basisanschluss oder Primärmultiplexanschluss) verbunden sein und/oder ISDN- sowie Analog-Telefonendgeräte anschließen, so kommen entsprechende VoIP-Gateways zum Einsatz.
Die Vorteile für die Kundenunternehmen liegen in der Verschmelzung der IT- und TK-Systemadministration, dem Investitionsschutz durch die Unabhängigkeit der einzelnen Komponenten voneinander sowie häufig auch der gesteigerten Flexibilität eines softwarebasierenden Systems.

## Unterschied zwischen den USA und Europa

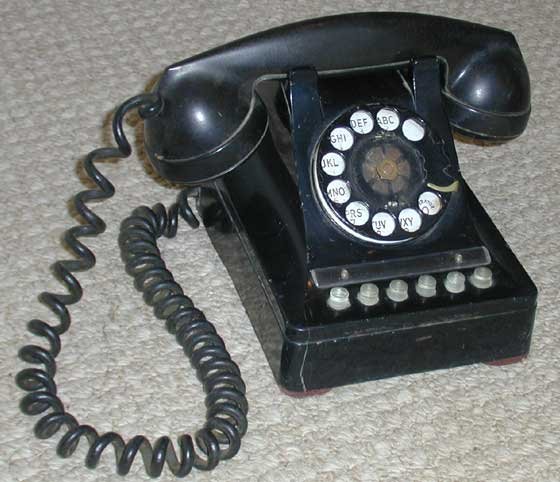
US-Telefon mit den typischen Leitungstasten (Modell 464G Western Electric)

Telefonanlagen folgen in den USA der Philosophie von mehreren gemeinsam geteilten Leitungen (oft in US-Filmen zu hören „Das Gespräch liegt auf Leitung 1“), dem Key Telephone System (KTS). In Europa steht hingegen der auf das Endgerät bezogene Vermittlungsansatz im Vordergrund („Ich verbinde [Sie]“).

## Diverses

### Alternative Bezeichnungen
Anstatt Telefonanlage werden auch andere Bezeichnungen verwendet:
- Nebenstellenanlage (veraltete „amtliche“ Bezeichnung)
- TK-Anlage (auch TKAnl oder TK-Anl) (Telekommunikationsanlage)
- TK-System (Telekommunikationssystem)
- TVA (Teilnehmervermittlungsanlage)
- PBX (Private Branch Exchange)
- PABX (Private Automatic Branch Exchange)

### Alternative, nicht-hardwarebasierte Umsetzungen
Alternative Funktionsrealisierungen:
- NetPBX (internetbasierende Private Branch Exchange)
- Centrex (ein öffentlicher Telefonanbieter stellt Telefonanlagen-Funktionen zur Verfügung)
- Asterisk (Asterisk ist eine vollständig mit Open-Source-Software realisierte Telefonanlage)
- Microsoft-Telefonsystem (Microsoft Teams, ehemals „Skype for Business Online“)
- Kommerzielle mit Software realisierte Telefonanlagen (siehe Liste von VoIP-Software – Server-Software)